# Liste der Bürgermeister von Lelystad
Liste der Bürgermeister der Gemeinde Lelystad in der niederländischen Provinz Flevoland seit ihrer Gründung am 1. Januar 1980.
| Bürgermeister  | Bürgermeister         | Partei | Partei | Amtszeit    | Anmerkungen   |
| -------------- | --------------------- | ------ | ------ | ----------- | ------------- |
| Hans Gruijters | Hans Gruijters        |        | D66    | 1980 – 1996 |               |
|                | Chris Leeuwe          |        | PvdA   | 1996 – 2006 |               |
|                | Margreet Horselenberg |        | PvdA   | 2006 – 2016 |               |
| Ina Adema      | Ina Adema             |        | VVD    | 2016 – 2020 |               |
| Henry Meijdam  | Henry Meijdam         |        | VVD    | 2020 – 2021 | kommissarisch |
|                | Mieke Baltus          |        | CDA    | 2021 – 2023 | [ 2 ]         |
|                | Ineke Bakker          |        | VVD    | seit 2023   | kommissarisch |